# 東京科学大学生命理工学院
東京科学大学生命理工学院（とうきょうかがくだいがくせいめいりこうがくいん、英: School of Life Science and Technology）は、東京科学大学の学院の一つ。

## 沿革
- 1929年 東京工業大学設置[1]。
- 1986年 理学部に生命理学科を、工学部に生物工学科を設置[2]。
- 1990年 生命理工学部生命理工学部設置[1]。
- 1992年 大学院生命理工学研究科発足[1]。
- 1993年 遺伝子実験施設設置[1]。
- 1997年 生物実験センター設置[1]。
- 1999年 大学院重点化による全面的改組を行い、大学院生命理工学研究科に分子生命科学専攻、生命情報専攻、生体分子機能工学専攻が発足。学部は、生命科学科、生命工学科の2学科体制に再編。[1]
- 2000年 バイオサイエンス専攻およびバイオテクノロジー専攻が改組され、それぞれ生体システム専攻および生物プロセス専攻として5専攻体制となる[1]
- 2001年 アイソトープ総合センター建設[1]
- 2003年 遺伝子実験施設、生物実験センター、アイソトープ総合センターを統合し、バイオ研究基盤支援総合センター設置[1]
- 2016年
  - 4月 学部と研究科を統合し、生命理工学院発足[1]
  - 10月 大隅良典（栄誉教授）がノーベル生理学・医学賞を受賞
- 2024年10月 - 東京科学大学の発足に伴い東京科学大学生命理工学院となる

## 組織
※は複数の系に関連しているコース。
| 生命理工学院 | 学士課程（1年目） | 学士課程（2～4年目） | 大学院課程 |
| 生命理工学院 | 生命理工学院      | 生命理工学系         | 生命理工学系 - 生命理工学コース - 人間医療科学技術コース※ - 地球生命コース※ - 物質・情報卓越コース※（博士後期課程のみ） |